# 二人の架け橋
「二人の架け橋」（Make It With You）は、ブレッドが1970年に発表した楽曲。

## 概要
作詞作曲はデヴィッド・ゲイツ。1970年4月にシングルA面曲として発表。B面は「どうして待たせるの（Why Do You Keep Me Waiting）」。同年7月、セカンド・アルバム『On The Waters』に収録された。1970年8月22日付のビルボードチャート1位を記録した。全米ではミリオンセラーとなった。1970年ビルボード・シングル年間チャート13位。
メイジャー・セブンスコードを使用したブレッドの典型的なアコースティック・ポップ。デヴィッド・ゲイツのビブラートをかけたヴォーカルも特徴。楽曲にゴスペル的な要素もある。

## カバー・バージョン
- アンディ・ウィリアムス - 1970年のアルバム『The Andy Williams Show』に収録。
- ザ・ニュー・クリスティー・ミンストレルズ - 1970年のアルバム『You Need Someone to Love』に収録[3]。
- レイ・コニフ&ザ・シンガーズ - 1970年のアルバム『We've Only Just Begun』に収録。
- ナンシー・ウィルソン- 1970年のアルバム 『 Now I'm A Woman 』に収録。
- クロディーヌ・ロンジェ - 1971年のアルバム『We've Only Just Begun』に収録[4]。
- ルー・ドナルドソン - 1971年のアルバム『Cosmos』に収録。
- アレサ・フランクリン - 1971年のライブ・アルバム『アレサ・ライヴ・アット・フィルモア・ウェスト』に収録。
- ビリー・エクスタイン - 1971年のアルバム『Feel the Warm』に収録。
- ニュー・バース - 1971年のアルバム『Ain't No Big Thing, But It's Growing』に収録。
- シラ・ブラック - 1971年のアルバム『Images』に収録。
- ロッド・マッケン - 1971年のアルバム『Pastorale』に収録。
- クリス・コナー - 1972年のアルバム『Sketches』に収録。
- オリジナルズ - 1972年のアルバム『Def-i-ni-tions』に収録。
- アース・ウィンド・アンド・ファイアー - 1972年のアルバム『地球最後の日』に収録。
- ローランド・カーク - 1972年のアルバム『Blacknuss』に収録。
- ザ・ウィスパーズ - 1977年のアルバム『Open Up Your Love』に収録。
- ダスティ・スプリングフィールド - アルバム『Dusty in Memphis』の1999年デラックス・エディション盤、2015年のアルバム『Faithful』に収録。
- スプリームス - 『The 70's Anthology』に収録。
- ディー・ディー・ワーウィック - 『Dee Dee Warwick The Complete Atco Recordings』に収録。